# Улла (селище)
У́лла (біл. У́ла, Ву́ла) — агромістечко у Вітебській області Білорусі, в Бешенковицькому районі. В 1938–2004 роках — селище міського типу.
Населення селища становить 679 осіб (2018). Адміністративний центр Ульської сільської ради.
В селищі працюють підприємства харчової промисловості. Є технікум механізації сільського господарства.

## Історія
Улла вперше згадується в XIV столітті як село Полоцького князівства. На початку XV століття його околиці піддавалися нападам з боку Тевтонського ордену. В XVI столітті містечко Полоцького воєводства Великого Князівства Литовського, що належало Саковичам, Гольшанським, князям Радзивілам. 1563 року почалось будівництво фортеці венеційським архітектором, але воно було припинено через напад московського війська. 1577 року Улла отримала магдебурзьке право та свій прапор. 1580 року містечко було обнесене високим (6 м) валом.
З 1793 року Улла перебувала в складі Росії як містечко Лепельського повіту Полоцької (до 1796 року), а пізніше (з 1802 року) Вітебської губернії. Населення на 1850 рік становило понад 1 тис. осіб. 1861 року містечко стало центром волості. В період з 1924 по 1930 роки — центр Ульського району. З 1931 року — в складі Бешенковицького району. 1938 року Уллі надано статус смт. В 1946-56 роках було відновлено Ульський район з центром в селищі. 8 квітня 2004 року Улла була понижена в статусі до села.
Білоруси-уніати, що мешкали в околицях Улли, чи не найдовше на Білорусі спромоглися затриматися в греко-католицтві. Тривалий час упродовж 19 століття вони намагалися боронитися проти намагань московської влади «добровольно воссоединить» їх у лоні православної церкви. У висліді цієї боротьби, у другій половині 19 століття, мешканці кількох сіл довкола Улли перейшли на римо-католицтво, відтак змінивши етнічну свідомість на польську (втім, залишившись при білоруській мові у повсякденному спілкуванні). Останнього ульського унійного пароха, о. Ілляшевича, одного з останніх непримиренних противників «воссоединения», за вчинену непокору після 1839 року було заслано до Любарського монастиря.

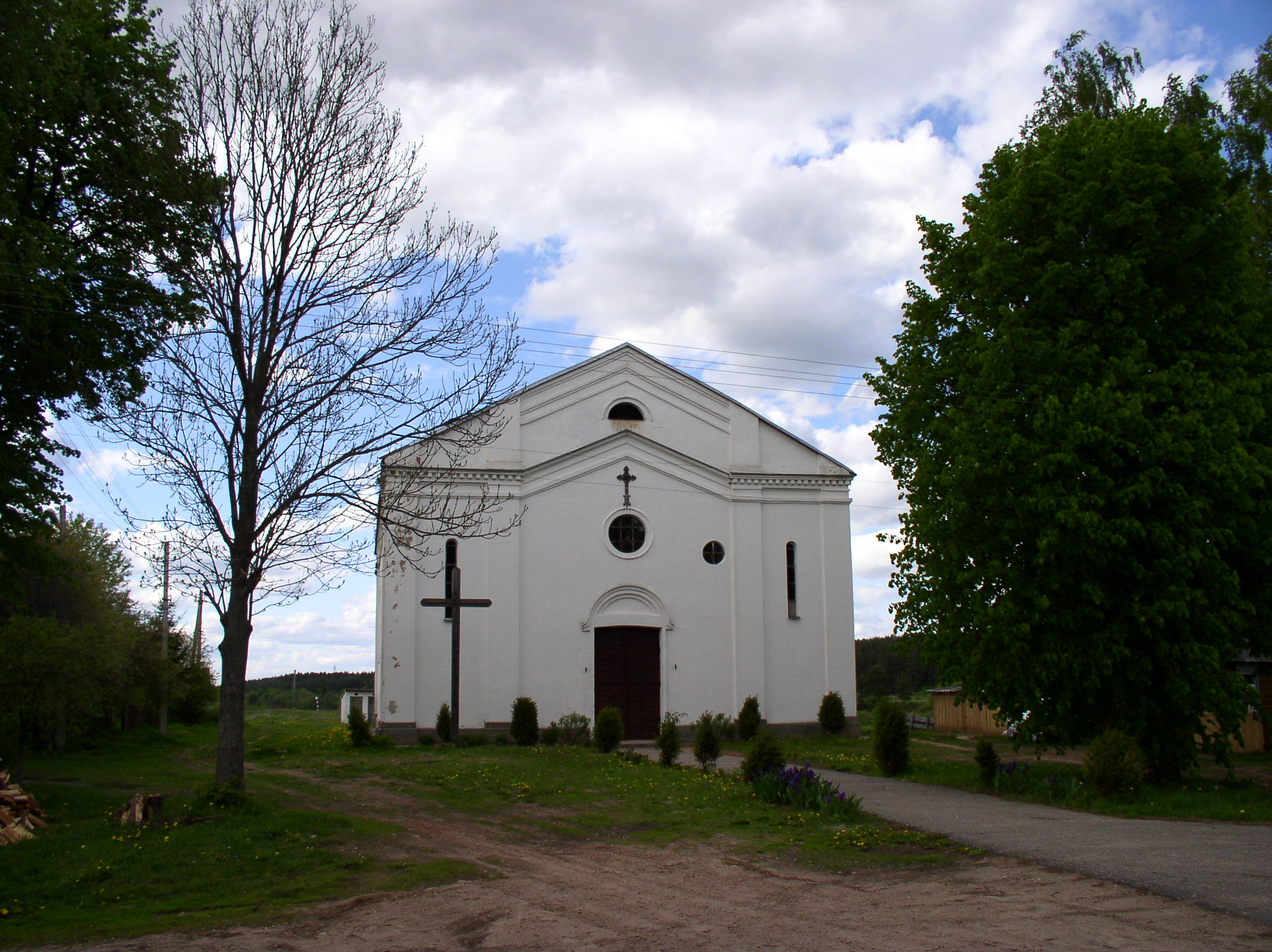
Костел Святої Трійці

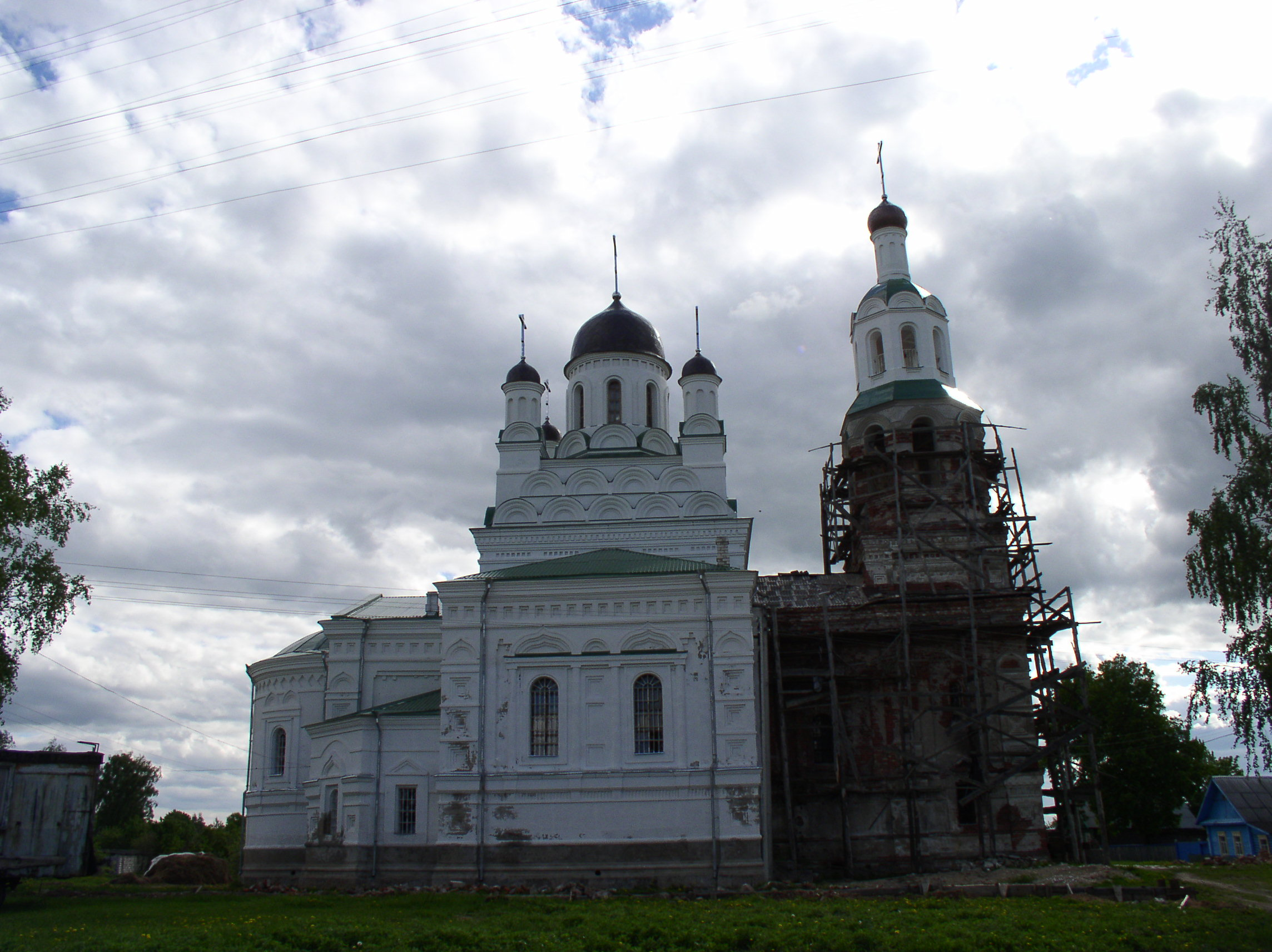
Церква Святої Трійці

## Видатні місця
- Земляні вали Стефана Баторія (XVI)
- Костел Святої Трійці (1864)
- Церква Святої Трійці (1896)